# Iveta Benešová
Iveta Benešová (* 1. Februar 1983 in Most, Tschechoslowakei) ist eine ehemalige tschechische Tennisspielerin.

## Karriere
Iveta Benešová begann im Alter von sieben Jahren mit dem Tennissport. Ab 1998 absolvierte sie ITF-Turniere, ihr erstes Match als Profispielerin bestritt sie beim WTA-Turnier in Prag (Qualifikation).
2004 und 2008 war sie für Tschechien bei den Olympischen Spielen am Start. Ab 2002 spielte sie für das tschechische Fed-Cup-Team. Ihre Fed-Cup-Bilanz: 11 Siege bei 12 Niederlagen.
Ins Jahr 2011 startete Benešová mit einem Turniersieg in Sydney. Zusammen mit Barbora Záhlavová-Strýcová besiegte sie die Paarung Květa Peschke und Katarina Srebotnik mit 4:6, 6:4, [10:7]. Damit erreichte sie mit Rang 17 ihr bestes Ranking im Doppel. Es folgten weitere Siege in Monterrey, Barcelona und Luxemburg. Im April 2012 gewannen Benešová und Záhlavová-Strýcová mit dem Turniersieg in Stuttgart ihren zehnten gemeinsamen Doppeltitel.
Bei den Australian Open zog Benešová 2011 im Einzel erstmals ins Achtelfinale eines Grand-Slam-Turniers ein.
Im Mixed gewann sie 2011 an der Seite von Jürgen Melzer ihren einzigen Grand-Slam-Titel. Im Wimbledon-Finale besiegten sie Jelena Wesnina und Mahesh Bhupathi mit 6:3, 6:2.
Benešová nahm mit der Heirat des österreichischen Tennisspielers Jürgen Melzer am 14. September 2012 dessen Namen an. Die Hochzeit fand auf Schloss Laxenburg statt.
Danach legte sie eine längere Turnierpause ein. Beim ersten Auftritt nach ihrer Rückkehr stand sie im Februar 2014 an der Seite von Petra Cetkovská beim WTA-Turnier in Acapulco gleich im Endspiel, das die beiden im verkürzten dritten Satz verloren. In der Weltrangliste war sie nach über 16 Monaten Pause weit zurückgefallen. Am 15. August 2014 beendete sie schließlich ihre Profikarriere.
Im März 2015 erfolgte die Scheidung von Jürgen Melzer, sie nahm dabei wieder ihren Geburtsnamen Benešová an.

## Turniersiege

### Einzel
| Nr. | Datum        | Turnier  | Kategorie         | Belag | Finalgegnerin   | Ergebnis  |
| --- | ------------ | -------- | ----------------- | ----- | --------------- | --------- |
| 1.  | 7. März 2004 | Acapulco | WTA Tier III      | Sand  | Flavia Pennetta | 7:65, 6:4 |
| 2.  | 1. Mai 2010  | Fès      | WTA International | Sand  | Simona Halep    | 6:4, 6:2  |

### Doppel
| Nr. | Datum              | Turnier   | Kategorie         | Belag             | Partnerin                  | Gegnerinnen                           | Ergebnis          |
| --- | ------------------ | --------- | ----------------- | ----------------- | -------------------------- | ------------------------------------- | ----------------- |
| 1.  | 13. Februar 2005   | Paris     | WTA Tier II       | Teppich (Halle)   | Květa Peschke              | Anabel Medina Garrigues Dinara Safina | 6:2, 2:6, 6:2     |
| 2.  | 30. September 2007 | Luxemburg | WTA Tier II       | Hartplatz (Halle) | Janette Husárová           | Wiktoryja Asaranka Shahar Peer        | 6:4, 6:2          |
| 3.  | 23. Februar 2008   | Bogotá    | WTA Tier III      | Sand              | Bethanie Mattek            | Jelena Kostanić Tošić Martina Müller  | 6:3, 6:3          |
| 4.  | 3. August 2008     | Stockholm | WTA Tier IV       | Sand              | Barbora Záhlavová-Strýcová | Petra Cetkovská Lucie Šafářová        | 7:5, 6:4          |
| 5.  | 25. Oktober 2009   | Luxemburg | WTA International | Hartplatz (Halle) | Barbora Záhlavová-Strýcová | Vladimíra Uhlířová Renata Voráčová    | 1:6, 6:0, [10:7]  |
| 6.  | 14. Februar 2010   | Paris     | WTA Premier       | Hartplatz (Halle) | Barbora Záhlavová-Strýcová | Cara Black Liezel Huber               | kampflos          |
| 7.  | 7. März 2010       | Monterrey | WTA International | Hartplatz         | Barbora Záhlavová-Strýcová | Anna-Lena Grönefeld Vania King        | 3:6, 6:4, [10:8]  |
| 8.  | 1. Mai 2010        | Fès       | WTA International | Sand              | Anabel Medina Garrigues    | Lucie Hradecká Renata Voráčová        | 6:3, 6:1          |
| 9.  | 2. Oktober 2010    | Tokio     | WTA Premier 5     | Hartplatz         | Barbora Záhlavová-Strýcová | Shahar Peer Peng Shuai                | 6:4, 4:6, [10:8]  |
| 10. | 14. Januar 2011    | Sydney    | WTA Premier       | Hartplatz         | Barbora Záhlavová-Strýcová | Květa Peschke Katarina Srebotnik      | 4:6, 6:4, [10:7]  |
| 11. | 6. März 2011       | Monterrey | WTA International | Hartplatz         | Barbora Záhlavová-Strýcová | Anna-Lena Grönefeld Vania King        | 6:78, 6:2, [10:6] |
| 12. | 30. April 2011     | Barcelona | WTA International | Sand              | Barbora Záhlavová-Strýcová | Natalie Grandin Vladimíra Uhlířová    | 5:7, 6:4, [11:9]  |
| 13. | 23. Oktober 2011   | Luxemburg | WTA International | Hartplatz (Halle) | Barbora Záhlavová-Strýcová | Lucie Hradecká Jekaterina Makarowa    | 7:5, 6:3          |
| 14. | 29. April 2012     | Stuttgart | WTA Premier       | Sand (Halle)      | Barbora Záhlavová-Strýcová | Julia Görges Anna-Lena Grönefeld      | 6:4, 7:5          |

### Mixed
| Nr. | Datum        | Turnier   | Kategorie  | Belag | Partner       | Finalgegner                    | Ergebnis |
| --- | ------------ | --------- | ---------- | ----- | ------------- | ------------------------------ | -------- |
| 1.  | 3. Juli 2011 | Wimbledon | Grand Slam | Rasen | Jürgen Melzer | Jelena Wesnina Mahesh Bhupathi | 6:3, 6:2 |

## Abschneiden bei Grand-Slam-Turnieren

### Einzel
| Turnier         | 2002 | 2003 | 2004 | 2005 | 2006 | 2007 | 2008 | 2009 | 2010 | 2011 | 2012 | 2013 | 2014 | Karriere |
| --------------- | ---- | ---- | ---- | ---- | ---- | ---- | ---- | ---- | ---- | ---- | ---- | ---- | ---- | -------- |
| Australian Open | Q2   | 1    | Q3   | 1    | 3    | 2    | Q2   | 2    | 2    | AF   | AF   | —    | —    | AF       |
| French Open     | 2    | 1    | 1    | 2    | 2    | 1    | 3    | 3    | 1    | 1    | 1    | —    | 1    | 3        |
| Wimbledon       | 1    | 1    | 1    | 1    | 1    | 2    | 1    | 2    | 1    | 2    | 1    | —    | —    | 2        |
| US Open         | 1    | 1    | 2    | 1    | 1    | 1    | 2    | 1    | 2    | 1    | 1    | —    | —    | 2        |

Zeichenerklärung: S = Turniersieg; F, HF, VF, AF = Einzug ins Finale / Halbfinale / Viertelfinale / Achtelfinale; 1, 2, 3 = Ausscheiden in der 1. / 2. / 3. Hauptrunde; Q1, Q2, Q3 = Ausscheiden in der 1. / 2. / 3. Runde der Qualifikation; n. a. = nicht ausgetragen

### Doppel
| Turnier         | 2004 | 2005 | 2006 | 2007 | 2008 | 2009 | 2010 | 2011 | 2012 | 2013 | 2014 | Karriere |
| --------------- | ---- | ---- | ---- | ---- | ---- | ---- | ---- | ---- | ---- | ---- | ---- | -------- |
| Australian Open | 1    | 1    | 1    | 1    | AF   | 2    | 2    | AF   | 2    | —    | —    | AF       |
| French Open     | 1    | AF   | AF   | 1    | 1    | 2    | AF   | 1    | 1    | —    | 1    | AF       |
| Wimbledon       | 1    | 1    | 2    | 1    | 2    | AF   | AF   | AF   | 2    | —    | —    | AF       |
| US Open         | 2    | 1    | 1    | 2    | 2    | 2    | AF   | VF   | 2    | —    | —    | VF       |

### Mixed
| Turnier         | 2007 | 2008 | 2009 | 2010 | 2011 | 2012 | 2013 | 2014 | Karriere |
| --------------- | ---- | ---- | ---- | ---- | ---- | ---- | ---- | ---- | -------- |
| Australian Open | 1    | 1    | HF   | AF   | —    | AF   | —    | —    | HF       |
| French Open     | —    | 1    | 1    | 1    | VF   | —    | —    | 1    | VF       |
| Wimbledon       | —    | 2    | VF   | HF   | S    | 2    | —    | —    | S        |
| US Open         | —    | —    | AF   | —    | 1    | 1    | —    | —    | AF       |